# ガラ馬券
ガラ馬券、あるいはガラは馬券の一形態。正式にはダブル・セリング・ロッタリー（Double selling lottery）略してロッタリー、あるいはスィープステークス方式馬券ともいう。
日本では明治時代に発売された馬券の一種類であり、現代では見ることはできない馬券である。
競馬に賭ける方法の主なものとしてはガラ（ロッタリー、あるいはスィープステークス方式）以外にパリミュチュエル方式（現代の普通の馬券）とブックメーカー方式がある。

## 概要
ガラ馬券は購入した時点では自分が買った馬券がどの馬を対象にした馬券か決まっておらず、馬券購入後にくじ引きで自分の馬券に対応する馬が決まり、レースでその馬が勝てば配当を得られるという仕組みである。
馬券に対応する出走馬を決めるクジ引きでは、番号を書いた木札を入れた箱を回してから木札を取り出すが、この際にガラガラと音がしたので「ガラ馬券」「ガラ」と呼ばれた。
日本では明治時代の横浜競馬場を運営していた日本レース・倶楽部がガラ馬券を発売し、極短期間だが1906年（明治39年）に池上競馬場を運営した東京競馬会でも発売された。日本レース・倶楽部も東京競馬会もガラ馬券のみを発売したわけではなくガラ馬券と勝ち馬を予想して指定するパリミュチュエル方式の2方式を併売していた。
後述するように馬券のオークションが行われて客同士での駆け引きが行われるためパリミュチュエル方式とは違った面白さがあるが、不正が入り込む余地が大きく、実際に不正が横行した。また、明治から昭和初期までの馬券は建前としては馬匹改良の支援の為の「馬匹の鑑定技術向上のための」投票ということになっているが、勝ちそうな馬を予想して馬券を買うわけではないガラ馬券は建前としての馬匹改良への支援の趣旨にも合わず、そのため勝ち馬を予想して買うわけではないガラ馬券は日本では明治に発売されたのみであり、大正以降から現在に至るまで日本ではガラ馬券は発売されていない（満洲国の競馬では満洲国独自の競馬法が施行されていたため満洲では昭和に入ってもガラ馬券は発売されていた）。
しかし、現代の競馬をはじめとする公営ギャンブル・数字選択式宝くじ・スポーツ振興くじは全てパリミュチュエル方式が採用されながらもランダム方式の投票券・くじ券の販売が禁止されているわけではなく、購入式別と購入金額・口数を指定した上で買い目の一部あるいは全部をコンピューターでランダムに決定させるクイックピック方式が一部で導入されている。
ランダム方式が採用されている馬券は日本中央競馬会が発売するWIN5ならびに一部の投票所で対応しているクイックピック馬券がこれにあたるが、いずれも購入者が任意の買い目を指定出来るにもかかわらず、購入者の意図により買い目の一部もしくは全てをコンピューターにランダム決定させるものである上にパリミュチュエル方式の同一プールでの発売となり独自プールではないことからガラ馬券とは異なる。また、BIGのようにランダム方式でしか購入出来ないものがガラ馬券に近いものであるが、購入時点の売上状況・オッズを考慮して売上が均等になるような仕組みは導入されておらず、売上も締切時刻まで不確定であることから的中者・当選者の数は抽せん結果によって変動する為、購入時点で当選金は確定しない。オートレースのモトロトBIGも同様である。
しかし、オートレースにおけるインターネット投票限定の当たるんですは完全ランダム方式でありながら、4重勝単式で考えられる全ての組み合わせ数（最大4096通り）と同じ口数の購入予約が集まった時点で購入が成立し、その時点で初めて買い目が重複することなく指定されることから購入時点で払戻金がほぼ確定するというガラ馬券に類似する方式が採用されているが、インターネット投票限定であることから個人情報・払戻用の口座情報が紐づけられておりガラ馬券の弊害であった不正の余地は狭められている。

## 仕組み
ガラ馬券の仕組みを池上競馬場で行われていた例で概説する。
例としてここでは競馬の出走馬は3頭（馬A、馬B、馬C）とする。ただし、例なので出走馬を少数にしているが20頭以下なら何頭でも可能。
競馬主催者は1から20までの番号が記された馬券20枚を各10円で発売する（販売総額は200円になる）。馬券の販売が終わったら、出走馬に対応する馬券をクジ引きで確定させる。仮にクジ引きで馬Aは馬券16番、馬Bは馬券5番、馬Cは馬券19番になったとする。この時点で馬券5番と16番、19番の3枚以外の17枚の馬券は対応する馬がいないため外れである（競馬の競走が始まらないうちに外れが確定する）。
その後、実際に馬の競走が行われ、馬Aが一着、馬Bが二着、馬Cが三着になったとする。すると馬Aに対応する馬券16番の所有者が一着配当120円を受け取り、2着の馬Bに対応する馬券5番の所有者が二着配当60円を受け取る。3着の馬Cに対応する馬券19番の所有者は配当無しである。
馬券販売総額200円と配当合計180円（一着配当120円と二着配当60円）の差額の20円は競馬主催者の取り分である。
しかし、これだけで終るのでは、単なるサイコロばくちと大して変わらない。馬券を買う際には出走馬の研究や勝ち馬の予想は無関係で、馬券購入者にとっての勝ち負けは単にクジ運だけである。
そこで、ギャンブルとして面白くするために出走馬に対応する馬券がクジ引きで確定したら、馬券のオークションが行われる。先程の例だと、馬Aは馬券16番であるが馬券16番の所有者は馬券16番をオークションにかけることが出来るのである（任意）。馬Aが強い馬ならば馬券16番は高く売れるだろうし、オークション参加者は馬券16番を高く買っても馬Aが競走で勝って一着配当120円を受け取れる確率は高い。馬券16番の所有者もオークション参加者も配当額と馬Aが勝つ確率（期待値）とオークションでついた値段を見比べて売り買いを判断することが出来るのである。当然に馬券所有者は期待値より高ければ売り、安ければ売らない。
オークション参加者は期待値より安ければ買いである。この際、馬券16番の所有者はオークション参加者に馬Aが勝つ確率が高いように思わせて（実際以上に強いと思わせて）高値で馬券を売りたいし、オークション参加者は馬Aが勝つ確率が低いと馬券所有者に思わせることが有利になる。馬の強さの検討・勝つ確率予測だけでなく、そこに客同士の駆け引きが入り込むことでギャンブルとしての面白さが増すわけである。
逆に弱い馬Cに対応する馬券19番の所有者は安くても馬券19番を売ってしまうこともあり得る（そのまま競走まで馬券を持っていても配当を得られる確率は低いため）。オークションで安く馬券19番を買った人は、運よくCが勝てば少ない投資で高い一着配当を得られるわけである（ただし馬Cは弱いため勝って配当を得られる確率は低い）。この際も馬券19番の持ち主は馬Cが実際より強いようにオークション参加者に思わせることでオークション値が上がり利益が拡大する。
競馬主催者は実際には1から20までの番号が記された馬券20枚を一組として多数の組数を販売するわけである。
また、出走馬数と馬券の番号数を合わせることもあったという。この場合は競馬出走前に外れ馬券と確定することは無い。

## 弊害
ガラ馬券にはパリミュチュエル方式より不正が入り込む余地が大きい。上の例でいうと、強い馬Aの馬主Xは、弱い馬B,Cの馬券をオークションで安く買った上で、実際の競走では馬Aの出走を取り消すのである。するとXは安い投資で（一着配当120円と二着配当60円）合計180円を得られるのである。実際にガラ馬券が発売されていた横浜競馬場や池上競馬場のレースでは有力馬が競走の直前で出走取り消しすることが横行したのである。
日本の競馬の黎明期である1865年（慶応元年）の時点でロッタリーの不正に警告が出され、1871年（明治4年）には有力馬が大した理由もなくレース発走直前に出走取り消しされることが目に余っていたという。

## 禁止
1906年（明治39年）の池上競馬場のガラ馬券発売ではたったの一回の発売でガラ馬券の射幸性が問題になりガラ馬券は禁止された。

## 大陸のガラ馬券
満洲国や上海でもガラ馬券は発売されていたが、大陸におけるガラ馬券は当たる確率が非常に低い代わりに高額の配当が得られる、賭博性の高いものであった。

### 上海のガラ馬券
上海ではイギリス人が経営する上海競馬が行われていたが、1937年ごろには上海競馬は5月と11月に各3日競馬が行われ、その3日目にチャンピオンレースが行われ、ガラ馬券が発売されていた。
上海のガラ馬券は1枚10ドルで10万枚の馬券が発売される。馬券の発売が終わると、番号がついている小さな玉を抽選機（ガラ）に入れ、ガラガラを箱を回して小玉を取り出す。出走馬はたいていの場合10頭なので、抽選によって馬Aは35984番、馬Bは12968番、馬Cは96873番・・・と言ったように割り振る。10万枚の券に対して馬は10頭なので、抽選の段階で99990枚は外れになる。その後実際に馬の競走が行われ、競走で1位になった馬に割り振られた券には25万ドル、2位の馬に割り振られた券には10万ドル、3位から10位までだと1万ドルが配当される。1等を得られるのは10万枚の中で1枚だけだが、その代わりに25000倍の配当になるわけである。馬の競走が始まる前に、ガラに当たった馬券の売り買いが行われ、雑誌にも1枚5万ドルの値がついた様子が書かれている。

### 満洲国のガラ馬券

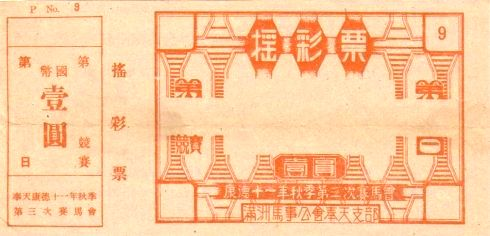
康徳11年（1944年）の奉天競馬の揺彩票

日本では明治時代だけで行われ1908年（明治41年）からは禁止されたガラ馬券も、満洲国では発売されていた。
満洲では揺彩票と呼ばれ、正式には景品付き入場券と言った。揺彩票は競馬場以外の市中でも売られ、揺彩票が発行されるレースは指定されていた（すべてのレースで発行された訳では無い）。日本国内では馬券は1枚5円あるいは10円と高価な値段が強制され買える枚数1枚だったが、独自の法律を持つ満洲では揺彩票は1枚2円で無制限に買えた。また、日本国内と違い満洲では未成年も馬券を買うことが出来た。揺彩票は中国人にも人気があったという。
すべての揺彩票に番号が付けられている。発売した数千あるいは数万枚の揺彩票のなかで、出走馬に対応するだけの枚数が選ばれ馬番が割り当てられる。発売が1万枚で出走馬が10頭ならば、くじ引きの時点で10枚が当選になり9990枚は外れになる。当選した揺彩票はそれぞれが出場馬の中のどれかの馬に割り当てられる。その後競馬が行われ馬の順位で当たり馬券が決まる。1等では3万円から4万円という配当になる。満洲の揺彩票（大ガラ）は実質は宝くじと言っていい馬券であった。
揺彩票は大のほかに中小の三種類があるが、中・小の揺彩票は当選金は少額になるが当たりやすくなっている。また賞金は少額だが前後賞なども用意されていた。